# Список заслуженных артистов Российской Федерации 2000 года
Ниже приведён полный список заслуженных артистов Российской Федерации (259 человек) получивших звание в 2000 году.
Жирным шрифтом выделены артисты, ставшие позднее народными артистами РФ.

## 14 февраля 2000 — Указ № 2000,0339[1]
- Макатерский Василий Степанович — Артист окружного драматического театра имени М.Горького Коми-Пермяцкого автономного округа

## 23 марта 2000 — Указ № 2000,0542[2]
- Абрашин Николай Сергеевич — Артист Центрального академического театра Российской Армии
- Асланова Валентина Васильевна — Артистка Центрального академического театра Российской Армии
- Дик Светлана Ивановна — Артистка Центрального академического театра Российской Армии
- Каминский Артём Марксович — Артист Центрального академического театра Российской Армии
- Комаров Сергей Николаевич — Артист оркестра Центрального академического театра Российской Армии
- Назарова Ольга Анатольевна — Артистка Центрального академического театра Российской Армии
- Савельева Валентина Алексеевна — Артистка Центрального академического театра Российской Армии

## 12 апреля 2000 — Указ № 2000,0672[3]
- Алексеева Наталья Вячеславовна — Артистка Орловского государственного академического театра имени И.С.Тургенева
- Антипова Алла Владимировна — Артистка Челябинского государственного областного театра кукол
- Белый Николай Степанович — Солист Рязанской областной филармонии
- Береговая Ольга Владимировна — Артистка Нижегородского театра юного зрителя
- Бондарева Галина Михайловна — Солистка оперы Воронежского государственного театра оперы и балета
- Буданицкий Аркадий Семёнович — Артист Государственного академического симфонического оркестра под управлением Е.Светланова, город Москва
- Власенко Юрий Евгеньевич — Артист Государственного академического симфонического оркестра под управлением Е.Светланова, город Москва
- Гаврилова Людмила Валентиновна — Артистка Воронежского государственного гастрольно-концертного объединения "Филармония"
- Галаев Евгений Сергеевич — Артист Русского духовного театра "Глас", город Москва
- Герасимов Виктор Геннадьевич — Артист инструментального дуэта Челябинского государственного института искусства и культуры
- Герасимова Лариса Викторовна — Артистка инструментального дуэта Челябинского государственного института искусства и культуры
- Гольштейн Лариса Фёдоровна — Артистка Омского государственного Камерного театра "Пятый театр"
- Думцев Николай Михайлович — Солист Государственного концертно-филармонического учреждения "Петербург-концерт"
- Залесова (Сурова) Надежда Сергеевна — Артистка Костромского областного драматического театра имени А.Н.Островского
- Классина Татьяна Яковлевна — Артистка Новосибирского государственного академического драматического театра "Красный факел"
- Конышева Маргарита Андреевна — Артистка Кировского областного драматического театра имени С.М.Кирова
- Кыстоякова Мария Павловна — Артистка Хакасского национального театра, Республика Хакасия
- Мурзаев Сергей Николаевич — Солист оперы Государственного академического Большого театра России, город Москва
- Наумова Ирина Фёдоровна — Солистка оперы Екатеринбургского государственного академического театра оперы и балета, Свердловская область
- Олькова Нина Ивановна — Артистка Иркутского областного театра юного зрителя имени А.Вампилова
- Павленко Василий Михайлович — Солист Пензенской областной филармонии
- Павлова Ольга Сергеевна — Солистка Музыкального театра Кузбасса, Кемеровская область
- Пиунова Нина Михайловна — Артистка Московского областного государственного театра кукол
- Стебунова Ольга Михайловна — Артистка Новосибирского молодежного театра "Глобус"
- Яшин Валерий Авенирович — Солист Пензенской областной филармонии

## 22 мая 2000 — Указ № 2000,0928[4]
- Гладенко (Гуревич-Гладенко) Татьяна Борисовна — Артистка Государственного академического театра драмы имени Ф.Г.Волкова, город Ярославль
- Кириллов Валерий Юрьевич — Артист Государственного академического театра драмы имени Ф.Г.Волкова, город Ярославль
- Малькова Татьяна Вячеславовна — Артистка Государственного академического театра драмы имени Ф.Г.Волкова, город Ярославль
- Соколов Валерий Константинович — Артист Государственного академического театра драмы имени Ф.Г.Волкова, город Ярославль

## 5 июня 2000 — Указ № 2000,1050[5]
- Артёмова Татьяна Георгиевна — Артистка балета Санкт-Петербургского государственного театра "Мюзик-Холл"
- Борок Александр Владимирович — Артист, главный режиссёр Челябинского государственного областного театра кукол
- Васькевич Виктор Станиславович — Проректор Магнитогорской государственной консерватории, Челябинская область
- Виноградова Марина Дмитриевна — Артистка Костромского областного драматического театра имени А.Н.Островского
- Волкова Галина Сергеевна — Артистка оркестра Екатеринбургского государственного академического театра оперы и балета, Свердловская область
- Галеева Ильсуяр Шамильевна — Солистка Челябинского государственного концертного объединения
- Гальченко Владимир Александрович — Артист Самарского академического театра драмы имени М.Горького
- Зацаринина Надежда Павловна — Артистка Алтайского краевого театра драмы имени В.М.Шукшина
- Исайкин Павел Викторович — Артист Кировского областного драматического театра имени С.М.Кирова
- Кличановская Татьяна Владимировна — Артистка Московского концертного объединения "Эстрада" при Московском государственном концертном объединении "Москонцерт"
- Корнилов Михаил Максимович — Артист Орловского государственного академического театра имени И.С.Тургенева
- Логинов Андрей Евгеньевич — Артист балета Русского национального театра, город Череповец Вологодской области
- Логинова Ирина Юрьевна — Артистка балета Русского национального театра, город Череповец Вологодской области
- Лопаткина Ульяна Вячеславовна — Солистка балета Государственного академического Мариинского театра, город Санкт-Петербург
- Майструк Татьяна Валентиновна — Концертмейстер оперы Екатеринбургского государственного академического театра оперы и балета, Свердловская область
- Мальчугина Ирина Валентиновна — Солистка балета Екатеринбургского государственного академического театра оперы и балета, Свердловская область
- Мирошниченко Светлана Исмагиловна — Заведующая кафедрой Магнитогорской государственной консерватории, Челябинская область
- Морозов Юрий Петрович — Солист камерного хора Челябинского государственного концертного объединения
- Пясецкий Валерий Владимирович — Преподаватель Центральной средней специальной музыкальной школы при Московской государственной консерватории имени П.И.Чайковского
- Рябенко Татьяна Петровна — Артистка Русского республиканского драматического театра имени М.Ю.Лермонтова, Республика Хакасия
- Самойлов Евгений Иванович — Дирижёр Московского театра "Новая опера"
- Свечникова Елена Владимировна — Солистка оперы Московского театра "Новая опера"
- Толбеев Зуфар Ягфарович — Главный балетмейстер Русского национального театра, город Череповец Вологодской области
- Трясоруков Михаил Николаевич — Артист Санкт-Петербургского государственного музыкально-драматического театра "Буфф"
- Тютяева Наталья Анатольевна — Артистка Вышневолоцкого государственного драматического театра Тверской области
- Филимонова Надежда Ивановна — Артистка Русского республиканского драматического театра имени М.Ю.Лермонтова, Республика Хакасия
- Чаптыкова Светлана Семёновна — Артистка Хакасского национального театра, Республика Хакасия
- Чернявский Владимир Всеволодович — Артист Санкт-Петербургского государственного кукольного театра сказки
- Яськов Александр Иванович — Артист Русского республиканского драматического театра имени М.Ю.Лермонтова, Республика Хакасия

## 4 июля 2000 — Указ № 2000,1245[6]
- Барановский, Андрей Анатольевич — Солист Московского концертного объединения «Эстрада» при Московском государственном концертном объединении «Москонцерт»
- Гущина, Елена Вадимовна — Солистка Московского музыкального театра "Геликон"
- Жук, Любовь Яковлевна — Художественный руководитель, солистка ансамбля "Русская музыка" ассоциации "Классическое наследие", город Москва
- Запашная, Марица Вальтеровна — Артистка цирка, город Москва
- Капитонов Иван Васильевич — Доцент Магнитогорской государственной консерватории Челябинской области
- Клыков Геннадий Андреевич — Балетмейстер, заведующий отделением Челябинского государственного педагогического университета
- Магомедова Людмила Каримовна — Солистка экспериментальной группы оперных солистов "Фонда Ирины Архиповой", город Москва
- Молодцова, Галина Николаевна — Солистка ассоциации "Классическое наследие", город Москва
- Небаба, Лидия Николаевна — Солистка Российской государственной концертной компании "Содружество", город Москва
- Расторгуева, Светлана Павловна — Солистка Магнитогорского ансамбля народных инструментов "Родные напевы". Старший преподаватель Магнитогорской государственной консерватории Челябинской области
- Складчиков, Пётр Данилович — Артист Государственного академического Малого театра России, город Москва
- Сорокин, Дмитрий Анатольевич — Артист балета Государственного академического русского народного хора имени Пятницкого, город Москва
- Танцов Олег Игоревич — Артист оркестра Государственной академической симфонической капеллы России, город Москва
- Федотов, Борис Владимирович — Артист, художественный руководитель, директор передвижного цирка товарищества "Антре-шоу", город Москва
- Федотова, Любовь Николаевна — Артистка, режиссёр передвижного цирка товарищества "Антре-шоу", город Москва
- Фионов, Евгений Сергеевич — Художественный руководитель центра "Арт Энерго", город Москва
- Франкштейн, Борис Семёнович — Старший преподаватель Государственного музыкально-педагогического института имени М.М.Ипполитова-Иванова, город Москва
- Хмелевский, Виктор Васильевич — Концертмейстер Курской государственной областной филармонии
- Царикати (Царикаев) Феликс Викторович — Солист Московского концертного объединения "Эстрада" при Московском государственном концертном объединении "Москонцерт"
- Чернов Александр Андреевич — Солист Московского концертного филармонического объединения при Московском государственном концертном объединении "Москонцерт"
- Яковлева Марина Александровна — Артистка Центральной киностудии детских и юношеских фильмов имени М.Горького, город Москва

## 26 июля 2000 — Указ № 2000,1380[7]
- Арсеньев Виктор Тимофеевич — Режиссёр-постановщик Нижегородского областного театра драмы
- Белов Евгений Николаевич — Солист Музыкального театра Кузбасса, Кемеровская область
- Белорыбкин Сергей Александрович — Артист Государственного академического театра классического балета под руководством Н.Касаткиной и В.Василева, город Москва
- Бережная Светлана Владимировна — Солистка Государственной филармонии на Кавказских Минеральных Водах, Ставропольский край
- Бессчётный Константин Юрьевич — Артист Большого Московского государственного цирка на проспекте Вернадского
- Владимиров Валерий Михайлович — Артист Большого Московского государственного цирка на проспекте Вернадского
- Внуков Сергей Александрович — Главный режиссёр муниципального учреждения культуры "Театр драмы и комедии для детей и молодежи на Весенней", город Кемерово
- Гаркалин Валерий Борисович — Артист театра-студии "Человек", город Москва
- Гуляренко Анна Юрьевна — Артистка Московского драматического театра имени Н.В.Гоголя
- Дик фон Ференбах Николай Михайлович — Солист Московской государственной академической филармонии
- Долматова Лариса Ивановна — Артистка Арзамасского драматического театра, Нижегородская область
- Игольников Сергей Эмильевич — Артист Норильского Заполярного театра драмы имени Вл. Маяковского, Красноярский край
- Кудинович Алексей Сергеевич — Артист Государственного академического Малого театра России, город Москва[8]
- Макаров Александр Аскольдович — Солист балета Санкт-Петербургского государственного академического театра балета
- Мартьянова Валентина Владиславовна — Артистка Тверского областного академического театра драмы
- Махаев Арифула Абдулмеджидович — Артист Аварского музыкально-драматического театра имени Гамзата Цадасы Республики Дагестан
- Межов Александр Ильич — Артист Вологодского областного театра юного зрителя
- Микшиева Виено Григорьевна — Артистка Государственного национального театра Республики Карелия
- Мирсков Владимир Романович — Артист Государственного гастрольно-концертного центра "Ивановоконцерт"
- Москалёв Валерий Александрович — Солист концертного объединения "Эстрада" Московского государственного концертного объединения "Москонцерт"
- Мотовилов Анатолий Иванович — Солист Омского государственного музыкального театра
- Мусаварова Лилия Камилевна — Артистка балета Московского академического музыкального театра имени К.С.Станиславского и Вл.И.Немировича-Данченко
- Мюрисеп Александр Васильевич — Артист Нижегородского государственного академического театра драмы имени М.Горького
- Набиуллин Рафиль Равильевич — Артист Башкирского академического театра драмы имени Мажита Гафури
- Нестерова Татьяна Александровна — Артистка Арзамасского драматического театра, Нижегородская область
- Нефёдова Валентина Дмитриевна — Артистка Новокузнецкого театра кукол, Кемеровская область
- Полещук Виталий Антонович — Артист симфонического оркестра Государственной филармонии Алтайского края
- Попандопуло Марина Михайловна — Солистка Астраханского государственного музыкального театра
- Сафиуллина Суфия Шарафулловна — Артистка Башкирского академического театра драмы имени Мажита Гафури
- Халмактанова Джамиля Али кызы — Солистка Российского государственного симфонического оркестра, город Москва
- Шайхутдинов Наиль Шамсутдинович — Артист Татарского государственного театра драмы и комедии имени Карима Тинчурина
- Шарнин Андрей Леонидович — Артист Большого Московского государственного цирка на проспекте Вернадского
- Широкова Галина Павловна — Солистка Смоленской областной филармонии

## 5 августа 2000 — Указ № 2000,1427[9]
- Авдеева Светлана Константиновна — Артистка Российской государственной цирковой компании
- Бусленко Вера Дмитриевна — Артистка Российской государственной цирковой компании
- Дудойть Леонас Брониславович — Артист Российской государственной цирковой компании
- Дурдинов Вячеслав Николаевич — Артист Российской государственной цирковой компании
- Духновский Руслан Михайлович — Артист Российской государственной цирковой компании
- Корнилова Нина Андреевна — Артистка Российской государственной цирковой компании
- Кулькова Валентина Андрияновна — Артистка Российской государственной цирковой компании
- Ли Юрий Георгиевич — Главный дирижёр оркестра Московской дирекции "Цирк на сцене" Российской государственной цирковой компании
- Лысенко Юрий Антонович — Артист Российской государственной цирковой компании
- Марченко Олег Васильевич — Артист Российской государственной цирковой компании
- Пекулин Геннадий Фёдорович — Артист Российской государственной цирковой компании
- Попова Елена Александровна — Артистка Российской государственной цирковой компании
- Раянова Сусанна Геннадьевна — Художественный руководитель, режиссёр-постановщик Центра циркового искусства Российской государственной цирковой компании
- Рудь Нина Васильевна — Артистка Российской государственной цирковой компании

## 25 сентября 2000 — Указ № 2000,1694[10]
- Алексеева Галина Алексеевна — Солистка Саратовского областного театра оперетты
- Бабуев Олег Дамдинович — Артист Государственного Бурятского академического театра драмы имени Хоца Намсараева
- Борисевич Елена Сергеевна — Солистка оперы Санкт-Петербургского  государственного  академического театра оперы и балета имени М.П.Мусоргского
- Витько Владимир Фёдорович — Художественный руководитель Омского муниципального театра драмы и комедии "Галерка"
- Воробьёв Александр Петрович — Артист Московского театра под руководством О.Табакова
- Гичко Анатолий Николаевич — Артист Вологодского государственного драматического театра
- Григорьев Виктор Сергеевич — Артист Саратовского академического театра оперы и балета[11]
- Диденко Александр Владимирович — Артист Московского академического театра сатиры
- Долбонос Галина Михайловна — Артистка хора Государственной академической капеллы города Санкт-Петербурга
- Дубровина Галина Николаевна — Артистка балета Пермского государственного академического театра оперы и балета имени П.И.Чайковского
- Евстафьев Дмитрий Дмитриевич — Артист Государственного театра сатиры на Васильевском, город Санкт-Петербург
- Ермолаева Татьяна Григорьевна — Артистка Томского театра кукол и актера "Скоморох"
- Журавлёва Наталья Дмитриевна — Артистка Московского театра под руководством О.Табакова
- Измайлов Олег Михайлович — Артист Государственного театра киноактера, город Москва
- Истомин Василий Михайлович — Солист, вице-президент творческого общества слепых "Гомер", город Москва
- Камелина Людмила Геннадьевна — Солистка Красноярской государственной филармонии
- Климин Игорь Владимирович — Солист балета Красноярского государственного театра оперы и балета
- Колпаков Александр Александрович — Артист Московского музыкально-драматического цыганского театра "Ромэн"
- Корепина Любовь Александровна — Артистка балета Государственного вокально-хореографического ансамбля "Русь" Владимирской областной филармонии
- Кормильцев Николай Викторович — Артист Большого Московского государственного цирка на проспекте Вернадского
- Красков Юрий Николаевич — Солист оперы Воронежского государственного театра оперы и балета
- Маликов Николай Максимович — Артист Государственного театра киноактера, город Москва
- Мамедов Адиль Искендерович — Артист Государственного академического Центрального театра кукол имени С.В.Образцова, город Москва
- Мануйлова Надежда Ивановна — Артистка симфонического оркестра Государственной филармонии Алтая, Алтайский край
- Машная Ольга Владимировна — Артистка Центральной киностудии детских и юношеских фильмов имени М.Горького, город Москва
- Милованов Анатолий Петрович — Музыкальный руководитель Государственного учреждения "Ансамбль танца "Казаки России", Липецкая область
- Михайлов Владимир Николаевич — Художественный руководитель, директор Ижевского муниципального камерного хора имени П.И.Чайковского Удмуртской Республики
- Морозов Виктор Фёдорович — Артист Донского театра драмы и комедии имени В.Ф.Комиссаржевской, Ростовская область
- Нагорный Валерий Сергеевич — Преподаватель Челябинского высшего музыкального училища (вуза) имени П.И.Чайковского
- Павлова Зинаида Ерминингельдовна — Артистка Государственного русского драматического театра Республики Мордовия
- Светлова (Терентьева) Валентина Владимировна — Артистка Государственного академического Малого театра России, город Москва
- Семёнов Виктор Семёнович — Артист Московского театра на Таганке
- Скляренко Владимир Петрович — Художественный руководитель, солист ансамбля старинной музыки "Трио-соната" Саратовской филармонии
- Слепнёв Николай Анатольевич — Артист оркестра Государственного академического Мариинского театра, город Санкт-Петербург
- Соловьёва Елена Евгеньевна — Артистка Санкт-Петербургского государственного молодежного театра на Фонтанке
- Суровцева Вера Николаевна — Солистка балета Красноярского государственного театра оперы и балета
- Улыбина Светлана Григорьевна — Артистка Вологодского государственного драматического театра
- Ханжаров Николай Мигдатович — Артист Ростовского-на-Дону государственного академического театра юного зрителя
- Харатьян Дмитрий Вадимович — Артист кино, город Москва
- Чухлов Василий Васильевич — Солист, концертмейстер Воронежского государственного театра оперы и балета

## 27 октября 2000 — Указ № 2000,1809[12]
- Безотосный Игорь Семёнович — Солист камерного русского оркестра народных инструментов Владимирской областной филармонии
- Белинская Елизавета Ефимовна — Артистка, концертмейстер камерного оркестра Астраханской государственной филармонии
- Бунаков Виктор Васильевич — Артист Государственного академического Малого театра России, город Москва
- Бурмейстер Наталья Владимировна — Солистка Московского концертного филармонического объединения при Московском государственном концертном объединении "Москонцерт"
- Введенская Антонина Юрьевна — Артистка Санкт-Петербургского государственного театра юных зрителей имени А.А.Брянцева
- Долгачёв Вячеслав Васильевич — Режиссёр-постановщик Московского Художественного академического театра имени А.П.Чехова
- Донченко Юрий Григорьевич — Артист Государственного филармонического оркестра Краснодарской краевой филармонии
- Дьяков Сергей Николаевич — Артист танцевальной группы Государственного Оренбургского русского народного хора
- Залицайло Зенон Степанович — Артист симфонического оркестра Государственного академического Мариинского театра, город Санкт-Петербург
- Заморец Ирина Давыдовна — Артистка оркестра Санкт-Петербургского государственного театра музыкальной комедии
- Зеленский Игорь Анатольевич — Солист балета Государственного академического Мариинского театра, город Санкт-Петербург
- Землянский Владимир Владимирович — Солист Воронежского государственного гастрольно-концертного объединения "Филармония"
- Золотухин Дмитрий Львович — Артист Центральной киностудии детских и юношеских фильмов имени М.Горького
- Изаксон Борис Фёдорович — Солист Иркутской областной филармонии
- Кайдалова Марина Юрьевна — Артистка Московского театра "У Никитских ворот"
- Каминский Любомир Петрович — Артист Государственной академической хоровой капеллы имени С.Г.Эйдинова, Челябинская область
- Карапетьян Надежда Алексеевна — Солистка Ростовской областной государственной филармонии
- Карпенко Владимир Евгеньевич — Художественный руководитель ансамбля солистов при Иркутской областной филармонии
- Киселёва Валерия Ивановна — Артистка Санкт-Петербургского государственного академического театра комедии имени Н.П.Акимова
- Кичка Галина Валентиновна — Солистка Красноярского государственного театра музыкальной комедии
- Козак Роман Ефимович — Режиссёр-постановщик Московского Художественного академического театра имени А.П.Чехова
- Кравченко Юрий Борисович — Солист Камчатской областной филармонии
- Кузнецов Сергей Григорьевич — Артист Алтайского государственного оркестра русских народных инструментов "Сибирь"
- Левашова Раиса Александровна — Солистка Воронежского государственного гастрольно-концертного объединения "Филармония"
- Леонов Василий Анатольевич — Профессор Ростовской государственной консерватории имени С.В.Рахманинова
- Ролдугин Сергей Павлович — Артист оркестра Государственного академического Мариинского театра, город Санкт-Петербург
- Тимофеев Николай Тимофеевич — Артист оркестра Государственного академического Мариинского театра, город Санкт-Петербург
- Трушков Александр Николаевич — Артист оркестра Государственного академического Мариинского театра, город Санкт-Петербург
- Ушаков Владимир Петрович — Артист Московского академического театра сатиры
- Черенков Валентин Васильевич — Артист оркестра Государственного академического Мариинского театра, город Санкт-Петербург
- Юлинецкий Александр Евдокимович — Солист камерного русского оркестра народных инструментов Владимирской областной филармонии

## 18 ноября 2000 — Указ № 2000,1885[13]
- Агапова Анна Александровна — Артистка Московского театра на Таганке
- Агапова Ольга Алексеевна — Артистка Самарского театра юного зрителя "СамАрт"
- Андреева Татьяна Алексеевна — Солистка ансамбля Российской ассоциации "Армия и культура", город Москва
- Балашов Евгений Геннадьевич — Артист Московского театра кукол
- Бенкогенов Борис Викторович — Дирижёр Государственного академического симфонического оркестра Ульяновской областной филармонии
- Бобышев Лев Николаевич — Артист Московского театра кукол
- Бурлака Юрий Петрович — Артист балета Московского областного государственного театра "Русский балет"
- Вайман Елена Юрьевна — Артистка Театра-студии "Черная кошка", город Москва
- Валов Владимир Александрович — Артист Московского детского театра теней
- Варламов Николай Иванович — Концертмейстер академического симфонического оркестра Самарской государственной филармонии
- Горбунова Светлана Николаевна — Артистка муниципального театра драмы, город Каменск-Уральский Свердловской области
- Дмитриева Альбина Юрьевна — Солистка балета Театра балета классической хореографии, город Москва
- Домогаров Александр Юрьевич — Артист Государственного академического театра имени Моссовета
- Крюков Евгений Иванович — Артист Московского театра кукол
- Кузнецов Борис Дмитриевич — Артист Московского театра кукол
- Масленникова Римма Алексеевна — Солистка, художественный руководитель ансамбля "Россияночка" концертного объединения "Эстрада" при Московском государственном концертном объединении "Москонцерт"
- Надпорожский Сергей Борисович — Артист Санкт-Петербургского государственного театра юных зрителей имени А.А.Брянцева
- Никольская Лидия Ивановна — Солистка Московской государственной академической филармонии
- Пешков Василий Васильевич — Артист Большого Московского государственного цирка на проспекте Вернадского
- Поветкин Александр Родионович — Артист Хабаровского краевого театра драмы
- Птицын Алексей Михайлович — Артист ассоциации "Книга. Просвещение. Милосердие", город Москва
- Смолякова Ирина Ивановна — Заместитель концертмейстера академического симфонического оркестра Самарской государственной филармонии
- Согонова Валентина Фёдоровна — Артистка Минусинского государственного драматического театра Красноярского края
- Соколова Ирина Павловна — Концертмейстер творческого объединения "Артист" Саратовской областной филармонии
- Судец Татьяна Александровна — Артистка Центра солистов и исполнителей Московской областной государственной филармонии
- Сурженко Владимир Владимирович — Солист вокального ансамбля под руководством В.Рыбина "Мужской камерный хор", город Москва
- Тепляков Валентин Васильевич — Профессор Российской академии театрального искусства, город Москва
- Терешков Владимир Дмитриевич — Профессор кафедры музыки и музыкального образования института искусств Хакасского государственного университета имени Н.Ф.Катанова
- Третьяков Геннадий Прокопьевич — Концертмейстер симфонического оркестра Иркутской областной филармонии
- Тулатов Бексултан Александрович — Артист Северо-Осетинского государственного академического театра имени В.Тхапсаева
- Хахамов Дмитрий Цавич — Концертмейстер Государственного академического камерного оркестра России Московской государственной академической филармонии
- Хрусталёв Алексей Алексеевич — Солист Саратовского областного театра оперетты
- Цагина Елена Георгиевна — Артистка Московского областного государственного Камерного театра
- Цинько Александр Кондратьевич — Артист Тюменской филармонии
- Циталашвили Рафаэль Михайлович — Артист, художественный руководитель Театра-студии "Черная кошка", город Москва
- Чибисов Вячеслав Иванович — Солист Калужской областной филармонии
- Шаляпина Людмила Алексеевна — Солистка Новосибирского театра музыкальной комедии
- Шумский Леонид Григорьевич — Солист мастерской эстрадных вокалистов и инструменталистов концертного объединения "Эстрада" при Московском государственном концертном объединении "Москонцерт"
- Шустицкий Сергей Юрьевич — Композитор, город Москва
- Щукина Светлана Леонидовна — Артистка танцевальной группы Государственного Оренбургского русского народного хора
- Янтарёва Людмила Васильевна — Солистка Смоленской областной филармонии
- Яшников Игорь Владимирович — Артист Большого Московского государственного цирка на проспекте Вернадского

## 31 декабря 2000 — Указ № 2000,2116[14]
- Лобушнян Александр Валентинович — Артист балета Красноярского государственного академического ансамбля танца Сибири имени М.С.Годенко
- Макарцева Ирина Павловна — Артистка оркестра Красноярского государственного академического ансамбля танца Сибири имени М.С.Годенко
- Мусс Виктор Яковлевич — Главный дирижёр Красноярского государственного академического ансамбля танца Сибири имени М.С.Годенко

## 31 декабря 2000 — Указ № 2000,2118[15]
- Агишев Саид Салихович — Артист Государственного академического Большого симфонического оркестра имени П.И.Чайковского
- Андреева Наталья Владимировна — Артистка Государственного академического Большого симфонического оркестра имени П.И.Чайковского
- Бриль Валерий Михайлович — Артист Государственного академического Большого симфонического оркестра имени П.И.Чайковского
- Гущин Алексей Яковлевич — Артист Государственного академического Большого симфонического оркестра имени П.И.Чайковского
- Китаев Александр Владимирович — Концертмейстер группы альтов Государственного академического Большого симфонического оркестра имени П.И.Чайковского
- Лебедев Леонид Викторович — Артист Государственного академического Большого симфонического оркестра имени П.И.Чайковского
- Пермяков Владимир Николаевич — Концертмейстер группы кларнетов Государственного академического Большого симфонического оркестра имени П.И.Чайковского
- Самойлов Александр Владимирович — Артист Государственного академического Большого симфонического оркестра имени П.И.Чайковского
- Шестаков Михаил Юрьевич — Артист, концертмейстер Государственного академического Большого симфонического оркестра имени П.И.Чайковского